# Gabriele Wohmann
Gabriele Wohmann (nombre de nacimiento Gabriele Guyot; Darmstadt, 21 de mayo de 1932 – Darmstadt, 22 de junio de 2015) fue una novelista alemana, especializada en cuentos cortos.

## Biografía
Wohmann estuduó en la Nordseepädagogium de la isla de Langeoog y prolongó sus estudio en Frankfurt am Main entre 1951 y 1953. Trabajó como profesora en Langeoog. En 1953, se casó con Reiner Wohmann. Vivió como freelance en Darmstadt hasta 1956. Wohmann escribió tanto cuentos cortos, como novelas, poemas, guiones de radio y de televisión y ensayos. Acudió a conferencias del Group 47. Fue miembro de la Academia de las Artes de Berlín desde 1975, y de la Academia de la lengua alemana en Darmstadt desde 1980. También fue miembro del Centro PEN de la República Federal Alemana desde 1960 hasta 1988.
Wohmann murió el 23 de junio de 2015, después de luchar durante mucho tiempo con una enfermedad grave en el lugar de su nacimiento, Darmstadt.

## Trabajos
- Jetzt und Nie, Luchterhand, Darmstadt/Neuwied, 1958
- Abschied für länger, Walter, Olten/Freiburg im Breisgau, 1965
- Ernste Absicht, Luchterhand Verlag, Berlin/Neuwied, 1970
- Paulinchen war allein zu Haus, Luchterhand, Darmstadt/Neuwied, 1974
- Schönes Gehege, Luchterhand, Darmstadt/Neuwied, 1975
- Ausflug mit der Mutter, Luchterhand, Darmstadt/Neuwied, 1976
- Frühherbst in Badenweiler, Luchterhand, Darmstadt, 1978
- Ach wie gut daß niemand weiß, Luchterhand, Darmstadt/Neuwied, 1980
- Das Glücksspiel, Luchterhand, Darmstadt/Neuwied, 1981
- Der Flötenton, Luchterhand, Darmstadt/Neuwied, 1987
- Bitte nicht sterben, Piper, München, 1993
- Aber das war noch nicht das Schlimmste, Piper, München, 1995
- Das Handicap, Piper, München, 1996
- Das Hallenbad, Piper, München, 2000
- Abschied von der Schwester, Pendo, Zürich/München, 2001
- Schön und gut, Piper, München, 2002
- Hol mich einfach ab, Piper, München, 2003